# Buca Arena
Die Buca Arena ist ein Fußballstadion, das sich in der türkischen Stadt Izmir im gleichnamigen Stadtteil Buca befindet.

## Heute
Der Klub Bucaspor trägt seine Heimspiele in diesem Stadion aus. Heute hat das Stadion eine Kapazität von 10.500 Plätzen. Das erste offizielle Spiel in der neuen Buca Arena wurde am 18. Januar 2009 zwischen Bucaspor und Çorumspor ausgetragen. Dabei setzte sich der Gastgeber mit 1:0 durch.
Das alte Stadion (Buca Belediye Stadion) wurde 2008 abgerissen.